# Pazifische Taifunsaison 2019
Die Pazifische Taifunsaison 2019 ist ein andauerndes Wetterereignis, unter dem die sich während des gesamten Kalenderjahres bildenden tropischen Wirbelstürme des Nordwest-Pazifik (westlich des 180. Längengrads und nördlich des Äquators) zusammengefasst sind. Wirbelstürme in diesem Gebiet nennt man Taifune, östlich des 180. Längengrads heißen sie dagegen Hurrikane und sind Gegenstand der Pazifischen Hurrikansaisons. Tropische Wirbelstürme im Südpazifik heißen Zyklone und werden in den Südpazifischen Zyklonsaisons und den Australischen Zyklonsaisons zusammengefasst. Die meisten Taifune bilden sich zwischen Mai und November, daher die jährliche Zusammenfassung zu Saisons. In geringerer Häufung entstehen sie aber auch regelmäßig zu allen anderen Jahreszeiten.
Innerhalb des nordwestlichen Pazifiks gibt es zwei meteorologische Organisationen, die den Stürmen Namen vergeben. Dies führt dazu, dass derselbe Sturm häufig zwei verschiedene Namen erhält. Die offizielle Bezeichnung durch die Japan Meteorological Agency (JMA) erhält ein tropischer Sturm, sobald er an einer beliebigen Stelle im nordwestlichen Pazifik andauernde 10-minütige Windgeschwindigkeiten von 35 Knoten (rund 65 km/h) erreicht. Die Philippine Atmospheric, Geophysical and Astronomical Services Administration (PAGASA) hingegen weist tropischen Tiefdruckgebieten Namen zu, die sich innerhalb des nationalen Verantwortungsbereiches bilden oder dorthin ziehen; dieser Verantwortungsbereich liegt grob umgrenzt zwischen 115° und 135° östlicher Länge und zwischen 5° und 25° nördlicher Breite. PAGASA weist auch dann einen lokalen Namen zu, wenn das System bereits durch die Japan Meteorological Agency benannt wurde. Tropische Tiefdruckgebiete, die vom US-amerikanischen Joint Typhoon Warning Center beobachtet werden, erhalten eine Nummer mit dem Suffix W.

## Saisonvorhersagen
| TSR-Prognosen Datum      | Tropische Stürme  | Taifune gesamt  | intensive Taifune | ACE                  | Ref   |
| ------------------------ | ----------------- | --------------- | ----------------- | -------------------- | ----- |
| Durchschnitt (1965–2017) | 26                | 16              | 9                 | 294                  | [ 1 ] |
| andere Prognosen Datum   | Prognose- zentrum | Periode         | Periode           | Systeme              | Ref   |
| 7. Februar 2019          | PAGASA            | Januar–März     | Januar–März       | 1–2 tropische Stürme | [ 2 ] |
| 7. Februar 2019          | PAGASA            | April–Juni      | April–Juni        | 2–4 tropische Stürme | [ 2 ] |
| Saison 2018              | Prognose- zentrum | tropische Tiefs | Tropische Stürme  | Taifune              | Ref   |
| tatsächliche Aktivität:  | JMA               | 4               | 2                 | 1                    |       |
| tatsächliche Aktivität:  | JTWC              | 3               | 2                 | 1                    |       |
| tatsächliche Aktivität:  | PAGASA            | 3               | 0                 | 0                    |       |

## Stürme

### Tropischer Sturm Pabuk
In Vietnam starb durch die Auswirkungen von Pabuk eine Person, und die Sachschäden wurden auf ₫ 27,87 Milliarden (US$ 1,2 Millionen) geschätzt. In Thailand wurden acht Personen getötet, betroffen waren 18 Provinzen, und die Sachschäden 91 dem Land wurden mit fünf Milliarden Baht (US$ 156 Millionen). Pabuks Auswirkungen töteten außerdem eine Person in Malaysia.

### Tropische Depression 01W (Amang)
Die Depression löste in Davao Oriental und Agusan del Norte indirekt Sturzfluten und Erdrutsche aus, wodurch 10 Pesonen getötet wurden. Die Sachschäden in Davao beliefen sich auf ₱ 318,99 Millionen (USD 6,04 Millionen).

### Tropische Depression 03W (Chedeng)
Um 5:30 PST am 19. März gelangte Chedeng in Malita, Davao Occidental.
Der Schaden an der Infrastruktur von Davao-Region wurde mit ₱ 1,2 million (USD 23.000) angegeben.

### Tropischer Sturm Mun
Zwischen 04:30 und 5:00 Uhr ICT am 4. Juli (21:30–22:00 Uhr UTC am 3. Juli), überquerte Mun die Küste in Thái Bình im Norden Vietnams.
Eine Brücke in Tĩnh Gia wurde beschädigt, wodurch zwei Personen getötet und drei weitere verletzt wurden. Die Schäden an einer Hochspannungsleitung im Distrikt Trấn Yên District wurden mit ₫ 5,6 Milliarden (USD 240.000) beziffert.

### Taifun Francisco
Eine Person ertrank in einem Hochwasser führenden Fluss in Kokonoe.

### Taifun Krosa
Taifun Krosa bildete sich am 5. August bei den Marianen. Am nächsten Tag erreichte er Taifunstärke. Er zog Richtung Japan, und schwächte sich am 13. August wieder unter Taifunstärke ab.
In Japan führte er zu einer intensiven Hitzewelle, mit einer Spitzentemperatur von 40,3 °C in Jōetsu-Takada am 14. August.

### Taifun Nakri (Quiel)
In Luzon erzeugten die kombinierten Auswirkungen von Nakri und einer Kaltfront verbreitet Starkregen. Die daraus entstehenden Überschwemmungen und Erdrutsche töteten sechs Personen, und 13 Personen blieben vermisst. In der Provinz Cagayan alleine entstand ein Sachschaden von ₱ 1,8 Milliarden (USD 35,6 Millionen).

### Taifun Kammuri (Tisoy)
17 Personen wurden durch die Auswirkungen des Taifuns getötet, und 318 weitere wurden verletzt. Die Sachschäden auf den zentralen Philippinen wurden vom NDRRMC auf PHP 6,65 Milliarden (USD 130 Millionen).

## Saisonauswirkungen
Die Tabelle gibt einen Überblick über die Systeme, die sich 2019 im nördlichen Pazifik westlich der Datumslinie gebildet haben oder in dieses Gebiet gezogen sind, einschließlich ihrer Intensität und Dauer sowie der Sach- und Personenschäden, falls dieses System auf Land getroffen ist.
| Sturmname             | aktiv                                 | Spitzen- klassifikation   | andauernde Wind- geschwindigkeit | niedrigster Luftdruck | betroffene Gebiete                                                           | Schaden (USD)    | Tote  | Ref.                        |
| --------------------- | ------------------------------------- | ------------------------- | -------------------------------- | --------------------- | ---------------------------------------------------------------------------- | ---------------- | ----- | --------------------------- |
| Pabuk                 | 31. Dezember 2018 – 4. Januar 2019    | Tropischer Sturm          | 85 km/h                          | 996 hPa               | Natuna-Inseln, Vietnam, Malaysia, Thailand, Myanmar                          | 157,2 Mio.       | 10    | [ 3 ] [ 5 ] [ 6 ] [ 8 ]     |
| 01W (Amang)           | 4.–22. Januar                         | Tropische Depression      | 55 km/h                          | 1004 hPa              | Kiribati, Marshallinseln, Karolinen, Philippinen                             | 6,04 Mio.        | 10    | [ 9 ] [ 12 ]                |
| Wutip (Betty)         | 18. Februar – 2. März                 | Taifun                    | 195 km/h                         | 920 hPa               | Karolinen, Marianen                                                          | 3,3 Mio.         | keine |                             |
| 03W (Chedeng)         | 14.–19. März                          | Tropische Depression      | nicht ausgewiesen                | 1006 hPa              | Karolinen, Philippinen                                                       | 0,023 Mio.       | keine | [ 14 ]                      |
| TD                    | 7.–8. Mai                             | Tropische Depression      | nicht ausgewiesen                | 1004 hPa              | Yap, Palau                                                                   | keine            | keine |                             |
| TD                    | 7.–15. Mai                            | Tropische Depression      | nicht ausgewiesen                | 1006 hPa              | Karolinen                                                                    | keine            | keine |                             |
| TD                    | 10.–11. Mai                           | Tropische Depression      | nicht ausgewiesen                | 1008 hPa              | keine                                                                        | keine            | keine |                             |
| Sepat (Dodong)        | 24.–28. Juni                          | Tropischer Sturm          | 75 km/h                          | 994 hPa               | Japan, Aleuten, russischer Ferner Osten                                      | keine            | keine |                             |
| TD                    | 26. Juni                              | Tropische Depression      | 55 km/h                          | 1002 hPa              | Japan, Korea                                                                 | keine            | keine |                             |
| 04W (Egay)            | 27. Juni – 1. Juli                    | Tropische Depression      | nicht ausgewiesen                | 1002 hPa              | Yap, Philippinen, Taiwan, Ostchina                                           | keine            | keine |                             |
| Mun                   | 1.–4. Juli                            | Tropischer Sturm          | 65 km/h                          | 992 hPa               | Südchina, Vietnam, Laos                                                      | 4,25 Mio.        | 2     | [ 15 ] [ 22 ]               |
| Danas (Falcon)        | 14.–21. Juli                          | Tropischer Sturm          | 85 km/h                          | 985 hPa               | Yap, Philippinen, Taiwan, Ostchina, Japan, Korea, russischer Ferner Osten    | 6,42 Mio.        | 6     |                             |
| Goring                | 17.–19. Juli                          | Tropische Depression      | 55 km/h                          | 996 hPa               | Philippinen, Taiwan, Ryūkyū-Inseln                                           | keine            | keine |                             |
| Nari                  | 24.–27. Juli                          | Tropischer Sturm          | 65 km/h                          | 998 hPa               | Japan                                                                        | keine            | keine |                             |
| Wipha                 | 30. Juli – 4. August                  | Tropischer Sturm          | 85 km/h                          | 985 hPa               | Südchina, Vietnam, Laos                                                      | 76,83 Mio.       | 27    | [ 23 ] [ 22 ]               |
| Francisco             | 1.–8. August                          | Taifun                    | 130 km/h                         | 970 hPa               | Japan, Korea                                                                 | unbekannt        | 1     | [ 16 ]                      |
| Lekima (Hanna)        | 2.–13. August                         | Taifun                    | 195 km/h                         | 925 hPa               | Karolinen, Philippinen, Ryūkyū-Inseln, Taiwan, Südkorea, Volksrepublik China | 9,28 Mrd.        | 90    | [ 24 ] [ 25 ] [ 26 ] [ 27 ] |
| Krosa                 | 5.–16. August                         | Taifun                    | 140 km/h                         | 965 hPa               | Marianen, Japan, Korea, russischer Ferner Osten                              | 20,5 Mio.        | 3     |                             |
| TD                    | 6.–8. August                          | Tropische Depression      | 55 km/h                          | 994 hPa               | Philippinen                                                                  | keine            | keine |                             |
| TD                    | 17.–18. August                        | Tropische Depression      | nicht ausgewiesen                | 1006 hPa              | keine                                                                        | keine            | keine |                             |
| TD                    | 19.–21. August                        | Tropische Depression      | nicht ausgewiesen                | 1004 hPa              | Ryūkyū-Inseln, Taiwan, Ostchina                                              | keine            | keine |                             |
| Bailu (Ineng)         | 19.–26. August                        | Schwerer tropischer Sturm | 95 km/h                          | 985 hPa               | Philippines, Taiwan, South China                                             | 28,2 Mio.        | 3     |                             |
| Podul (Jenny)         | 24.–31. August                        | Tropischer Sturm          | 75 km/h                          | 992 hPa               | Yap, Philippinen, Vietnam, Laos, Thailand, Kambodscha                        | 19,24 Mio.       | 14    | [ 22 ]                      |
| Kajiki (Kabayan)      | 30. August – 6. September             | Tropischer Sturm          | 65 km/h                          | 996 hPa               | Philippinen, Südchina, Vietnam, Laos                                         | 76,2 Mio.        | 10    | [ 22 ]                      |
| Lingling (Liwayway)   | 31. August – 7. September             | Taifun                    | 175 km/h                         | 940 hPa               | Philippinen, Ryūkyū-Inseln, Korea, Nordostchina, russischer Ferner Osten     | 235,6 Mio.       | 8     |                             |
| TD                    | 1.–2. September                       | Tropische Depression      | 55 km/h                          | 1000 hPa              | Philippinen                                                                  | keine            | keine |                             |
| Faxai                 | 2.–9. September                       | Taifun                    | 155 km/h                         | 955 hPa               | Japan                                                                        | 8,12 Mrd.        | 3     | [ 28 ]                      |
| TD                    | 4.–5. September                       | Tropische Depression      | nicht ausgewiesen                | 1006 hPa              | Karolinen                                                                    | keine            | keine |                             |
| TD                    | 7.–10. September                      | Tropische Depression      | 55 km/h)                         | 1000 hPa              | Ryūkyū-Inseln, Korea                                                         | keine            | keine |                             |
| Marilyn               | 10.–13. September                     | Tropische Depression      | 55 km/h                          | 996 hPa               | keine                                                                        | keine            | keine |                             |
| Peipah                | 12.–16. September                     | Tropischer Sturm          | 65 km/h                          | 1000 hPa              | Marianen, Bonininseln                                                        | keine            | keine |                             |
| TD                    | 15. September                         | Tropische Depression      | nicht ausgewiesen                | 996 hPa               | Japan                                                                        | keine            | keine |                             |
| Tapah (Nimfa)         | 17.–22. September                     | Taifun                    | 120 km/h                         | 970 hPa               | Taiwan, Ostchina, Japan, Südkorea                                            | 7,9 Mio.         | 3     |                             |
| TD                    | 17. September                         | Tropische Depression      | nicht ausgewiesen                | 1004 hPa              | Philippinen                                                                  | keine            | keine |                             |
| Mitag (Onyok)         | 24. September – 3. Oktober            | Taifun                    | 140 km/h                         | 965 hPa               | Marianen, Taiwan, Japan, Ostchina, Südkorea                                  | >816 Mio.        | 22    | [ 29 ]                      |
| TD                    | 1.–3. Oktober                         | Tropische Depression      | nicht ausgewiesen                | 1008 hPa              | keine                                                                        | keine            | keine |                             |
| Hagibis               | 4.–13. Oktober                        | Taifun                    | 195 km/h                         | 915 hPa               | Marianen, Japan, Südkorea, russischer Ferner Osten, Aleuten, Alaska          | >15 Mrd.         | 98    | [ 30 ]                      |
| Neoguri (Perla)       | 15.–21. Oktober                       | Taifun                    | 140 km/h                         | 970 hPa               | Japan                                                                        | keine            | keine |                             |
| Bualoi                | 18.–25. Oktober                       | Taifun                    | 185 km/h (115 mph)               | 935 hPa (27.61 inHg)  | karolinen, Marianen                                                          | keine            | keine |                             |
| TD                    | 21.–22. Oktober                       | Tropische Depression      | nicht ausgewiesen                | 1008 hPa              | keine                                                                        | keine            | keine |                             |
| Matmo                 | 28.–31. Oktober                       | Schwerer tropischer Sturm | 95 km/h                          | 992 hPa               | Philippinen, Vietnam, Kambodscha, Laos, Thailand                             | 39,4 Mio.        | 2     | [ 22 ]                      |
| Halong                | 1.–8. November                        | Taifun                    | 215 km/h                         | 905 hPa               | keine                                                                        | keine            | keine |                             |
| Nakri (Quiel)         | 4.–11. November                       | Taifun                    | 120 km/h                         | 975 hPa               | Philippinen, Vietnam                                                         | 49,35 Mio.       | 24    | [ 19 ] [ 31 ] [ 22 ]        |
| Fengshen              | 9.–17. November                       | Taifun                    | 155 km/h                         | 65 hPa                | Marshallinseln, Marianen                                                     | keine            | keine |                             |
| Kalmaegi (Ramon)      | 9.–22. November                       | Taifun                    | 130 km/h                         | 975 hPa               | Philippines, Taiwan                                                          | 12,4 Mio.        | keine |                             |
| Fung-wong (Sarah)     | 17.–23. November                      | Scherer tropischer Sturm  | 100 km/h                         | 90 hPa                | Philippines, Taiwan, Ryukyu Islands                                          | keine            | keine |                             |
| Kammuri (Tisoy)       | 24. November – 6. Dezember            | Taifun                    | 165 km/h                         | 950 hPa               | Karolinen, Marianen, Philippinen                                             | 116 Mio.         | 12    | [ 21 ]                      |
| TD                    | 26.–28. November                      | Tropische Depression      | 55 km/h)                         | 1002 hPa              | Marianen                                                                     | keine            | keine |                             |
| TD                    | 28. November – 1. Dezember            | Tropische Depression      | 55 km/h                          | 1002 hPa              | Karolinen                                                                    | keine            | keine |                             |
| Phanfone (Ursula)     | 19.–29. Dezember                      | Taifun                    | 150 km/h                         | 70 hPa                | Karolinen, Philippinen                                                       | 67,21 Mio.       | 50    | .                           |
| Saisonzusammenfassung |                                       |                           |                                  |                       |                                                                              |                  |       |                             |
| 50 Systeme            | 31. Dezember 2018 – 29. Dezember 2019 |                           | 215 km/h                         | 905 hPa               |                                                                              | $34,1 Milliarden | 388   |                             |

## Belege
1. ↑  Mark Saunders, Adam Lea: Extended Range Forecast for Northwest Pacific Typhoon Activity in 2018. Tropical Storm Risk Consortium, 11. August 2018, abgerufen am 4. Mai 2019 (englisch).
2. 1 2  Vicente B. Malano: January–June 2019. Philippine Atmospheric Geophysical and Astronomical Services Administration, 7. Februar 2019, ehemals im Original (nicht mehr online verfügbar); abgerufen am 4. Mai 2019 (englisch). (Seite nicht mehr abrufbar. Suche in Webarchiven)
3. 1 2   Bão số 1 áp sát miền Tây: Sập nhà, 1 người chết, VietNamNet, 4. Januar 2019. Abgerufen am 30. Dezember 2020 (vietnamesisch).
4. ↑  Huyền Trương:  Hậu quả do bão số 1: Còn 2 người mất tích, thiệt hại ước tính 30 tỷ đồng, Báo Kinh Tế Đô Thị, 6. Januar 2019. Abgerufen am 30. Dezember 2020 (vietnamesisch).
5. 1 2  Sumeth Panpetch:  Thailand braces for powerful storm at southern beach towns, Associated Press, 3. Januar 2019. Abgerufen am 1. Dezember 2020 (englisch).
6. 1 2   Thai preparedness limits Pabuk damage, The Thaiger, 11. Januar 2019. Abgerufen am 12. Januar 2020 (englisch).
7. ↑  Anuchit Nguyen:  Thai Tropical Storm Weakens After Thrashing Southern Region, Bloomberg, 4. Januar 2019. Abgerufen am 1. Dezember 2019 (englisch).
8. 1 2   罔顧「帕布」風暴來襲警報2男子冒險出海遇巨浪釀1死, Oriental Daily News, 4. Januar 2019. Abgerufen am 1. Dezember 2020 (chinesisch).
9. 1 2  Alfred P. Dalizon:  Landslide buries 7 treasure hunters in Agusan del Norte (Memento des Originals vom 20. April 2019 im Internet Archive), People’s Journal, 24. Januar 2019. Abgerufen am 9. Dezember 2020 (englisch).  Info: Der Archivlink wurde automatisch eingesetzt und noch nicht geprüft. Bitte prüfe Original- und Archivlink gemäß Anleitung und entferne dann diesen Hinweis.
10. ↑  SitRep No. 09 re Preparedness Measures for Tropical Depression "AMANG" (former LPA East of Mindanao). (PDF, 11,8 MB) National Disaster Risk Reduction and Management Council, 25. Januar 2019, abgerufen am 9. Dezember 2020 (englisch).
11. ↑  Randie J. Comilang:  Agriculture damages at P216M, SunStar Davao, 5. Februar 2019. Abgerufen am 9. Dezember 2020 (englisch).
12. 1 2  Edith Regalado:  State of calamity in Davao Oriental due to floods, The Philippine Star, 8. Februar 2019. Abgerufen am 9. Dezember 2020 (englisch).
13. ↑  Severe Weather Bulletin #11. Archiviert vom Original am 3. Mai 2019; abgerufen am 12. Dezember 2020 (englisch).
14. 1 2  NDRRMC Update: SitRep No. 05 re Preparedness Measures for TD CHEDENG. (PDF, 6,7 MB) NDRRMC, 21. März 2019, abgerufen am 25. März 2019 (englisch).
15. 1 2 3   Localities asked to promptly overcome storm consequences, Vietnam+, 5. Juli 2019. Abgerufen am 12. Dezember 2020 (englisch).
16. 1 2   Typhoon leaves 1 dead in southwestern Japan In: Japan Times, 6. August 2019. Abgerufen am 4. Dezember 2020 (englisch).
17. ↑  Chaleur record au Japon. In: MeteoFrance: Actualité, 14. August 2017.
18. ↑  Situational Report No. 13 re Preparedness Measures and Effects of Typhoon "Quiel" (I.N. Nakri) and Tail-End of a Cold Front (TECF). National Disaster Risk Reduction and Management Council, 15. November 2019, abgerufen am 12. April 2020 (englisch).
19. 1 2   Cagayan province reports over P1.8B damage from typhoon Quiel, braces for typhoon Ramon, BusinessWorld, 14. November 2019. Abgerufen am 4. Dezember 2019 (englisch).
20. ↑  Jamie Tarabay:  Typhoon Kammuri Kills at Least 17 as It Powers Through Philippines In: The New York Times, 3. Dezember 2019. Abgerufen am 2. Februar 2020 (englisch).
21. 1 2  Situational Report No. 21 re Response Actions and Effects for Typhoon "TISOY". NDRRMC, 22. Januar 2020, abgerufen am 3. Dezember 2020 (englisch).
22. 1 2 3 4 5 6  2019 VIETNAM REPORT
23. ↑  typhooncommittee.org
24. ↑   Typhoon Lekima leaves 45 dead, 16 missing in China, China.org.cn, 12. August 2019. Abgerufen am 29. November 2020 (englisch).
25. ↑  Typhoon Lekima: 45 dead, one million displaced in China. 12. August 2019, abgerufen am 29. November 2020 (englisch).
26. ↑  Typhoon Lekima: 45 killed, over a million displaced in China. 12. August 2019, abgerufen am 29. November 2020 (englisch).
27. ↑  'Like a horse with an extremely fierce temper': Typhoon Lekima kills 44 in China. 12. August 2019, abgerufen am 29. November 2020 (englisch).
28. ↑  Global Catastrophe Recap: September 2019. AON, 9. Oktober 2019, abgerufen am 29. November 2020 (englisch).
29. ↑  Global Catastrophe Recap October 2019. AON, abgerufen am 29. November 2020 (englisch).
30. ↑  Global Catastrophe Recap November 2019. AON, abgerufen am 29. November 2020 (englisch).
31. ↑  kinhtedothi.vn
32. ↑  ‘Ursula’ damage hits ₱3 billion. Abgerufen am 29. November 2020 (englisch).
33. ↑  Michael Punongbayan: ‘Ursula’ death toll climbs to 50. CNN Philippine, 30. Dezember 2019, abgerufen am 29. November 2020 (englisch).